# Damo (philosophe)
Pour les articles homonymes, voir Damo.
Damo (en grec ancien : Δαμώ / Damṓ ; 535-475 av. J.-C.) est une philosophe grecque, l'une des trois filles de Pythagore et Théano, née à Crotone, dans le sud de la péninsule italienne. Elle reçut de son père ses enseignements secrets et vécut dans la pauvreté pour avoir refusé de les divulguer. Elle composa à l'instar de ses sœurs des ouvrages poétiques et philosophiques, perdus.

## Postérité

### Art contemporain
- Damo figure parmi les 1 038 femmes référencées dans l'œuvre d’art contemporain The Dinner Party (1979) de Judy Chicago. Son nom y est associé à Aspasie[1],[2].